# أحمد مراد (لاعب كرة قدم إماراتي)
أحمد مراد (مواليد 21 نوفمبر 1985) لاعب كرة قدم إماراتي يجيد اللعب في الظهير الأيسر.
لاعب سابقاً في نادي دبا الحصن و وقع مع نادي دبا الفجيرة في عام 2009 و عاد إلى نادي دبا الحصن في عام 2018 .